# Kopalnie uranu w Australii

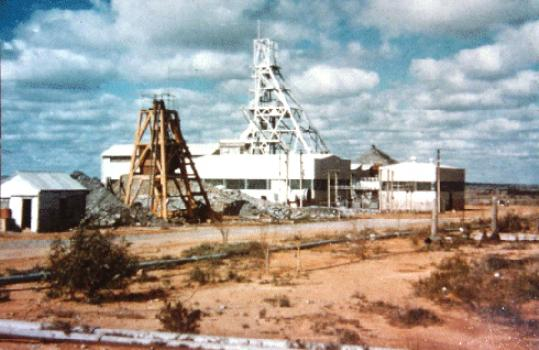
Kopalnia Radium Hill (1954)

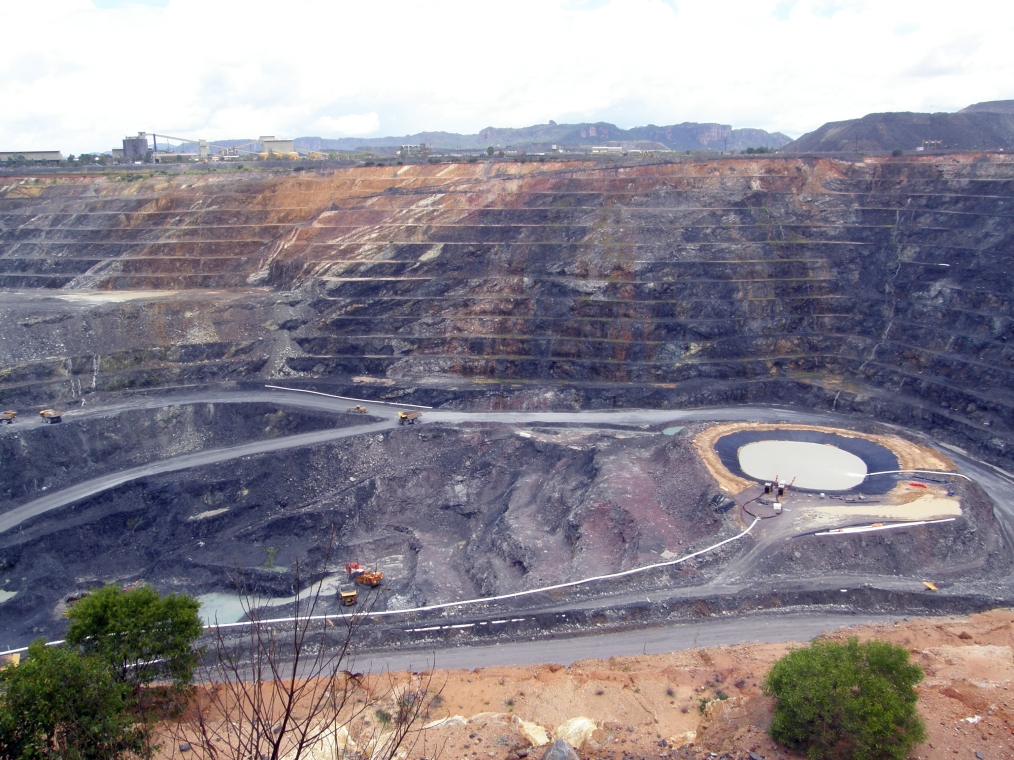
Kopalnia odkrywkowa Ranger 3, Terytorium Północne

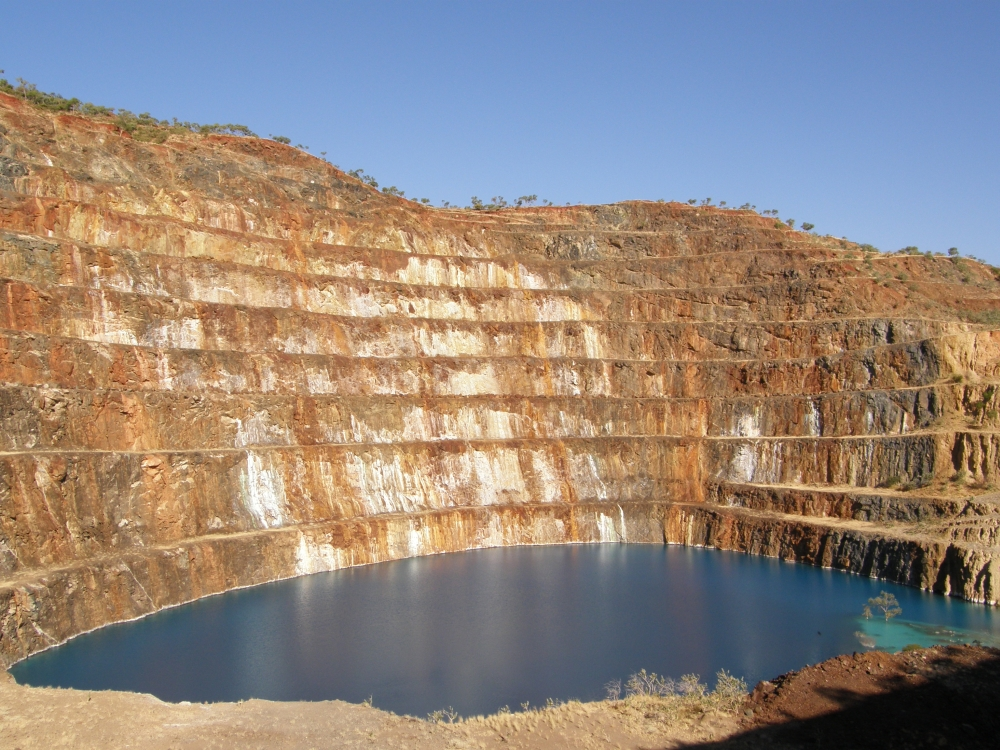
Opuszczona kopalnia odkrywkowa Mary Kathleen, Queensland (2009)

Kopalnie uranu w Australii – kopalnie zlokalizowane na terytorium Australii, w których wydobywa się uran. Australia posiada około 25% złóż uranu całego świata. Największe złoża tego surowca są zlokalizowane w północnej i północno- zachodniej części Queensland, Terytorium Północnym, Australii Zachodniej i Australii Południowej. Wydobyty uran jest eksportowany do innych krajów w celu wytwarzania tam energii jądrowej. Średni roczny eksport uranu w ciągu ostatnich 10 lat wynosił 6 048 ton.

## Historia wydobycia uranu w Australii
Wydobycie uranu na ziemiach australijskich rozpoczęło się w 1954 roku. W przeszłości kopalnie działały w ramach systemu legislacyjnego i regulacyjnego, który bardzo różnił się od obecnego systemu. Po zakończeniu wydobycia uranu z danego terenu, mieszkańcy opuszczali okolicę, co wiązało się z późniejszym zanieczyszczeniem wód i problemami z gospodarką gruntami.

## Kopalnie uranu
W Australii w 2019 roku działały 3 kopalnie uranu:
- Ranger w Terytorium Północnym;
- Olympic Dam w Australii Południowej;
- Four Mile w Australii Południowej.

W 2013 roku zamknięto kopalnie Honeymoon, która była również znajdowała się w Australii Południowej. Istnieją plany ponownego otwarcia kopalni Honeymoon w przyszłości. W przyszłości być może zostaną otwarte 3 nowe kopalnie uranu.

## Wydobycie uranu z australijskich kopalni (w tonach)[4]
| Kopalnia    | 2015 | 2016 | 2017 | 2018 | 2019 | 2020 |
| ----------- | ---- | ---- | ---- | ---- | ---- | ---- |
| Olympic Dam | 3728 | 3813 | 2808 | 3736 | 3967 | 3611 |
| Ranger      | 2005 | 2351 | 2294 | 1999 | 1751 | 1574 |
| Beverley    | 0    | 100  | 20   | 0    | 0    | 0    |
| Four Mile   | 935  | 1183 | 1815 | 1961 | 2080 | 2130 |
| Suma        | 6668 | 7447 | 6937 | 7696 | 7798 | 7315 |